# Jens Strackeljan
Jens Strackeljan (* 1962 in Wilhelmshaven) ist deutscher Maschinenbauingenieur und Universitätsprofessor an der Otto-von-Guericke-Universität Magdeburg. Seit Oktober 2012 ist er Rektor der Universität.

## Werdegang
Nachdem Jens Strackeljan sein Abitur in Melle erworben hatte, nahm er 1981 das Studium des Allgemeinen Maschinenbaus an der Technischen Universität Clausthal auf und erlangte 1988 sein Diplom in der Fachrichtung Mechanik. Anschließend arbeitete er zunächst als wissenschaftlicher Mitarbeiter am Institut für Technische Mechanik der TU Clausthal; 1993 promovierte er zum Doktor-Ingenieur.
Im Jahr 2002 habilitierte Strackeljan sich mit venia legendi für die Technische Mechanik und übernahm die Vertretungsprofessor für Festkörpermechanik an der TU Clausthal. Im November 2004 wechselte er an die Otto-von-Guericke-Universität Magdeburg, wo er die Professur für Technische Dynamik übernahm. 2006 wurde er zum Prodekan der Fakultät Maschinenbau ernannt; im November 2008 wurde er Prorektor für Studium und Lehre der Universität. 
Für „seine wissenschaftlichen Leistungen auf dem Gebiet der Dynamik und die Aktivitäten zum Ausbau der ukrainisch-deutschen Fakultät für Maschinenbau“ verlieh die Universität Kiew Strackeljan im April 2012 die Ehrendoktorwürde. Im Oktober desselben Jahres folgte schließlich die Wahl von Strackeljan zum Rektor der Otto-von-Guericke-Universität Magdeburg in der Nachfolge von Klaus Erich Pollmann.
Im Mai 2016 wurde Strackeljan zum Sprecher des Netzwerks Mittelgroßer Universitäten gewählt. 2017 erhielt er die Gruson-Ehrenplakette des Vereins Deutscher Ingenieure (VDI).
Neben seiner Tätigkeit an den Universitäten in Clausthal und Magdeburg ist Strackeljan Fachgutachter des DAAD, Mitherausgeber der Zeitschrift Technische Mechanik und Vorsitzender des Magdeburger Maschinenbauvereins. 2011 wurde er zum Elected Member innerhalb des Board of the International Society of Condition Monitoring ernannt. Jens Strackeljan ist Vorsitzender des Vorstandes von uni-assist e.V. in Berlin.

## Privatleben
Strackeljan ist verheiratet und hat vier Kinder.